# ایگار (آریزونا)
ایگار (به انگلیسی: Eagar) شهری در اپچی ایالت آریزونا است که در سرشماری سال ۲۰۱۰ میلادی، ۴٬۸۸۵ نفر جمعیت داشته است. ایگار، به‌طور رسمی در تاریخ ۱۹۴۸ میلادی به‌عنوان یک شهر شناخته شد.